# Porcellio flavomarginatus
Porcellio flavomarginatus là một loài chân đều trong họ Porcellionidae. Loài này được Lucas miêu tả khoa học năm 1853.